# 麦哲伦-智利南极大区
麦哲伦-智利南极大区（西班牙語：Región de Magallanes y de la Antártica Chilena）是智利最南端、最大、人口第二少的大区。首府蓬塔阿雷纳斯，面积132,297平方千米，人口150,826（2002年）。现任大区主席海梅·赫林西克。
辖区包括南美洲的最南端，有一部分美洲大陆、大火地岛、合恩角、麦哲伦海峡以及附近岛屿。分为4个省，分别是南极智利省、麦哲伦省、火地省和烏爾蒂馬埃斯佩蘭薩省。另外，智利官方自1940年起，一直聲稱南極洲的南極半島是其領土，稱為「智利南极领地」，但智利方面也因早於1961年簽訂「南極條約」，受其中的附帶條件和現今南極洲氣候問題影響，至今「智利南极领地」仍未為智利的合法領土。

## 时区
自2017年以来，该地区跟智利其他地区不同。它全年使用夏令时（UTC−3）。

## 经济
当地主要的经济活动是牧羊业、石油开采和旅游业。它也是智利贫困水平最低的地区（5.8%）；麦哲伦大区的家庭收入是智利所有地区中最高的。

## 地理

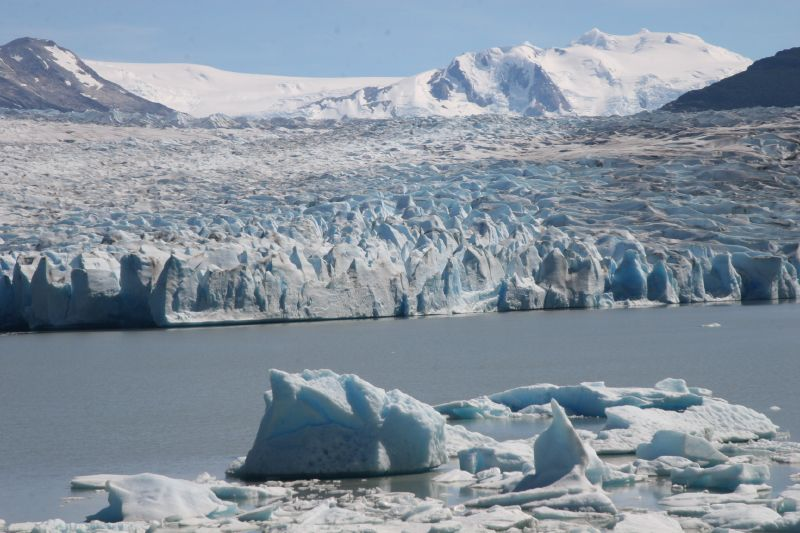
灰色冰川，位于百内国家公园

该地区在极北地区有山峰和冰川，包括巴塔哥尼亚冰盖的元素。再往南，还有其他山脉，如托罗峰和众多地表水，包括乌尔蒂马-埃斯佩兰萨湾、埃伯哈德峡湾和灰湖。保护区包括百内山脉国家公园和奎瓦·德尔·米洛东自然纪念碑。在后者中，已经发现了已灭绝的地懒以及可追溯到公元前10000年左右的史前人类的遗骸。
地形可分为四个区域：西部和南部的外群岛地区（西班牙语：Región Archipielágica），西部和南部的山区（西班牙语：regionón Cordillerana），:124东北部的平原地区（西班牙语：Región de las Planicies Orientales）:128，加上后两个地区之间的亚安第斯地区（西班牙语：Región Sub-Andina Oriental）:125。

## 气候

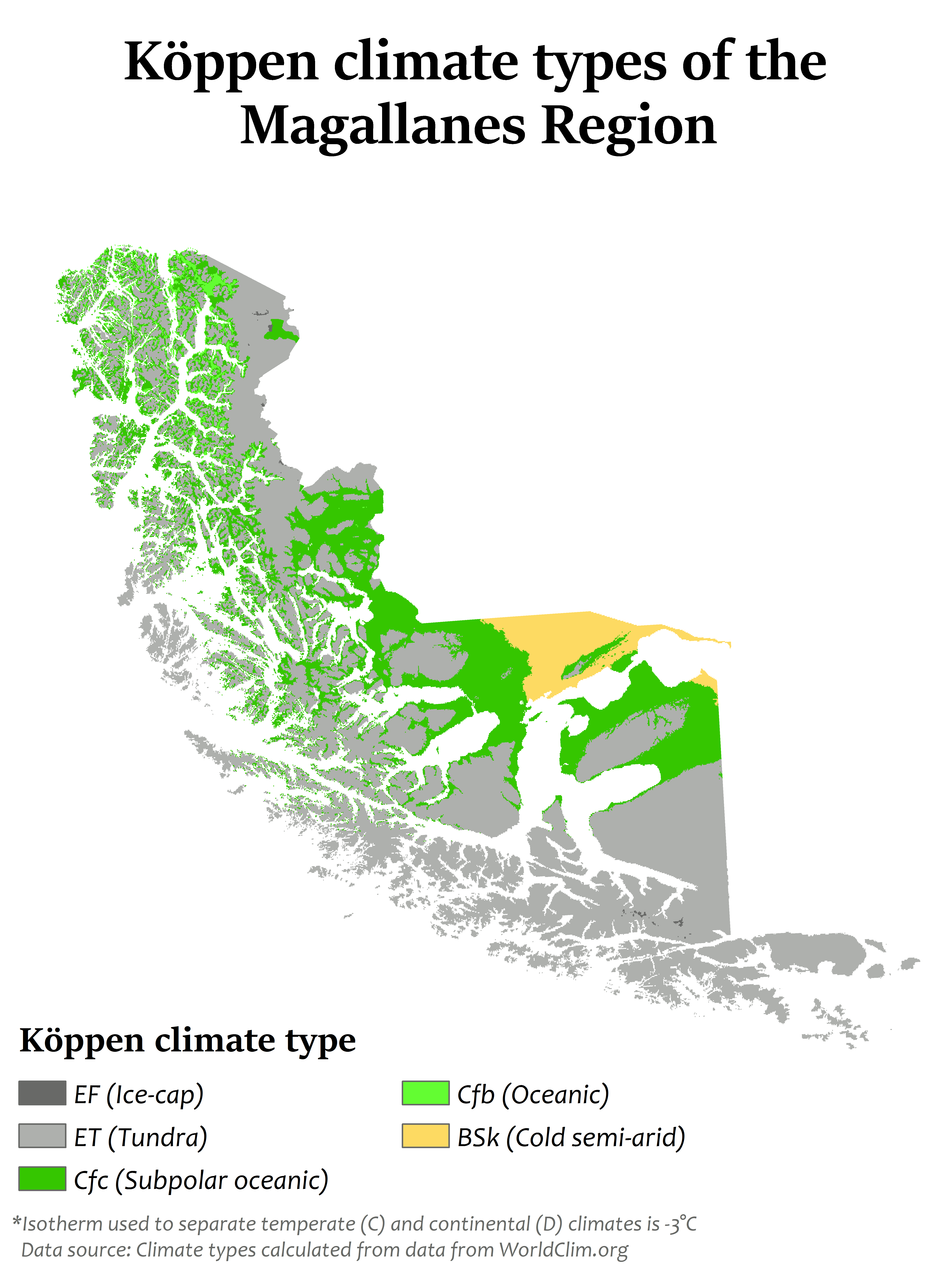
麦哲伦大区的柯本气候分类

该地区全年气温低，风力强。由于海拔和地区宽度的多样性，该地区有五种不同的气候类型。 由于其靠近南纬60°（一个以低压系统和亚极地气旋为特征的区域），锋面系统经常穿过该地区。
最西部的岛屿气候寒冷、潮湿、多雨，全年都暴露在强风和低温下。年平均降水量为3500毫米（140英寸），而这些岛屿的年平均气温为9°C（48.2°F），由于海洋影响和强风，热振幅较低。 降雨量减少，气温往东侧上升。这些岛屿是智利最潮湿的地方，特别是在瓜雷略岛，在最潮湿的年份，它记录下9000毫米（350英寸）。 尽管秋季往往是最潮湿的季节，但全年降雨量都很高。 
紧邻最西部岛屿的东部，安第斯山脉以东，北部与百内山脉接壤，南部与不伦瑞克半岛接壤，气候要干燥得多。 西部的安第斯山脉阻挡了大部分降水，导致大部分进入的空气干燥。 年平均降水量在250至400毫米（9.8至15.7英寸）之间，全年分布相当均匀。在冬季，降水主要以降雪的形式降落。年平均气温在6至7°C（42.8至44.6°F）之间。由于靠近海洋，冬季并不寒冷，积雪不会持续很长时间。
在该地区的最东部，包括火地省的大部分地区，寒冷的草原气候盛行。 气温较低，降水量低于西部地区。平均降水量在250至500毫米（9.8至19.7英寸）之间，向东减少，全年分布相当均匀。 年平均气温在8至9°C（46.4至48.2°F）之间。 从12月到3月，平均气温超过10°C（50.0°F），而在冬季，气温降至2°C（35.6°F）。 
与位于较高海拔的南巴塔哥尼亚冰原相对应，温度低到足以维持永久冰原。 所有月份的平均温度都低于0°C（32.0°F），而降水（主要是雪）全年充足，降雨量为2000毫米（79英寸）。 
这些地区属极地气候。
在火地群岛和麦哲伦海峡以南的最南端岛屿，苔原气候盛行。这些岛屿受到西部和西南部周围太平洋以及南部德雷克海峡的强烈影响，导致全年气温恒定。年平均气温在5至7°C（41.0至44.6°F）之间，而降雨量很高，大多数地方的降水量为1000毫米（39英寸）。在有遮蔽的地区，降雨量低于600毫米（24英寸）。夏季是这些岛屿上最温暖、最潮湿的季节。

## 行政
麦哲伦-南极大区分为4个省份：
- 智利南极省
- 麦哲伦省
- 火地省
- 希望省

除了蓬塔阿雷纳斯和纳塔莱斯以外的市镇，人口没有超过1万人。其中蓬塔阿雷纳斯的人口为大区最多，有127,454人（2012年数据）。

## 人口
麦哲伦大区是智利人口最少的地区之一，也是最后一个被殖民的地区之一。
1854年的人口普查统计了158名定居者，集中在蓬塔阿雷纳斯。根据金的说法，1830年的土著人口约为2,200人，其中约400人在西巴塔哥尼亚，约1,600人在南部海峡。
1875年的人口普查记录了1,144名居民，到1895年，人口已增至5,170人，主要集中在蓬塔阿雷纳斯市及其周边地区。
牧场的建立吸引了来自欧洲（主要是克罗地亚人、英国人、瑞士人和意大利人）和智利南部（主要来自奇洛埃群岛）的人们，这大大增加了该地区的人口。
据说蓬塔阿雷纳斯是克罗地亚和前南斯拉夫以外世界上克罗地亚人比例最高的地方；蓬塔阿雷纳斯的英国裔居民比例在整个智利也是最高的。那里也有更高比例的非西班牙欧洲人（尤其是苏格兰人和希腊人），以及德国人、荷兰人、丹麦人和其他斯堪的纳维亚人、俄罗斯人和葡萄牙人的后裔。
从18世纪末到1914年巴拿马运河开通，数千次跨洋航行的船只都停靠在蓬塔阿雷纳斯，这是大西洋和太平洋之间最便利的海峡。蓬塔阿雷纳斯、麦哲伦和智利南极大区的定居是其作为国际旅行中心的历史性用途的结果。
在1907年的人口普查中，麦哲伦领地有17,330名居民，分布如下：蓬塔阿雷纳斯市：12,785人；智利巴塔哥尼亚：1094人；不伦瑞克半岛：1062人；火地岛：1,626人；比格尔海峡：184人；最后希望：392人；贝克河：187人。
这种比例分布一直存在，大部分地区人口集中在蓬塔阿雷纳斯市、省会纳塔莱斯港、波韦尼尔（西班牙语意为“未来”）和世界最南端的城市之一威廉斯港。
在过去的50年里，人口适度增长，如下图所示，但该地区仍然是该国人口密度最低的地区之一。人口仍以城市为主，集中在蓬塔阿雷纳斯。
统计数据：
- 1952年：55,206人
- 1960年：73,358人
- 1970年：89,443人
- 1982年：131,914人
- 1992年：143,198人
- 2002年：150,826人
- 2017年：165,593人

人口最多的城市（2002年人口普查）包括蓬塔阿雷纳斯（116,005人）、纳塔莱斯港（16,978人）、波韦尼尔（4,734人）、威廉斯港（1,952人）和塞罗松布雷罗（687人）。

## 教育
麦哲伦大学（UMAG）是智利南部城市蓬塔阿雷纳斯的一所大学。它是智利传统大学的一部分。麦哲伦大学成立于1981年，当时智利军政府进行经济改革，是国家技术大学蓬塔阿雷纳斯分校的继承者。国家技术大学在1961年设立了蓬塔阿雷纳斯分校。麦哲伦大学在蓬塔阿雷纳斯和纳塔莱斯港设有校区，在威廉斯港设有大学中心。麦哲伦大学每年出版两次人文社会科学杂志《Magallania》。

## 圖集

麥哲倫地區風光
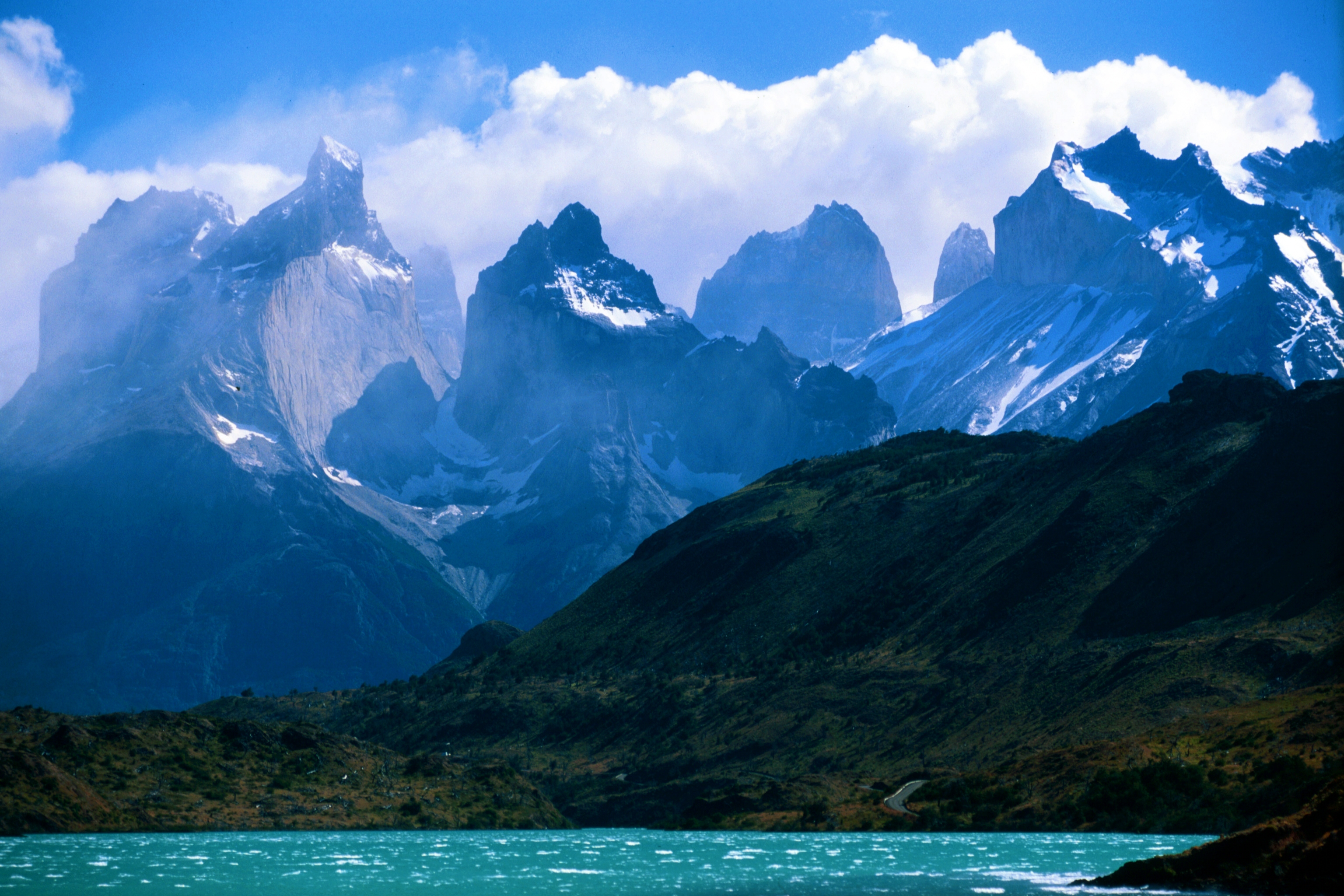
百內國家公園
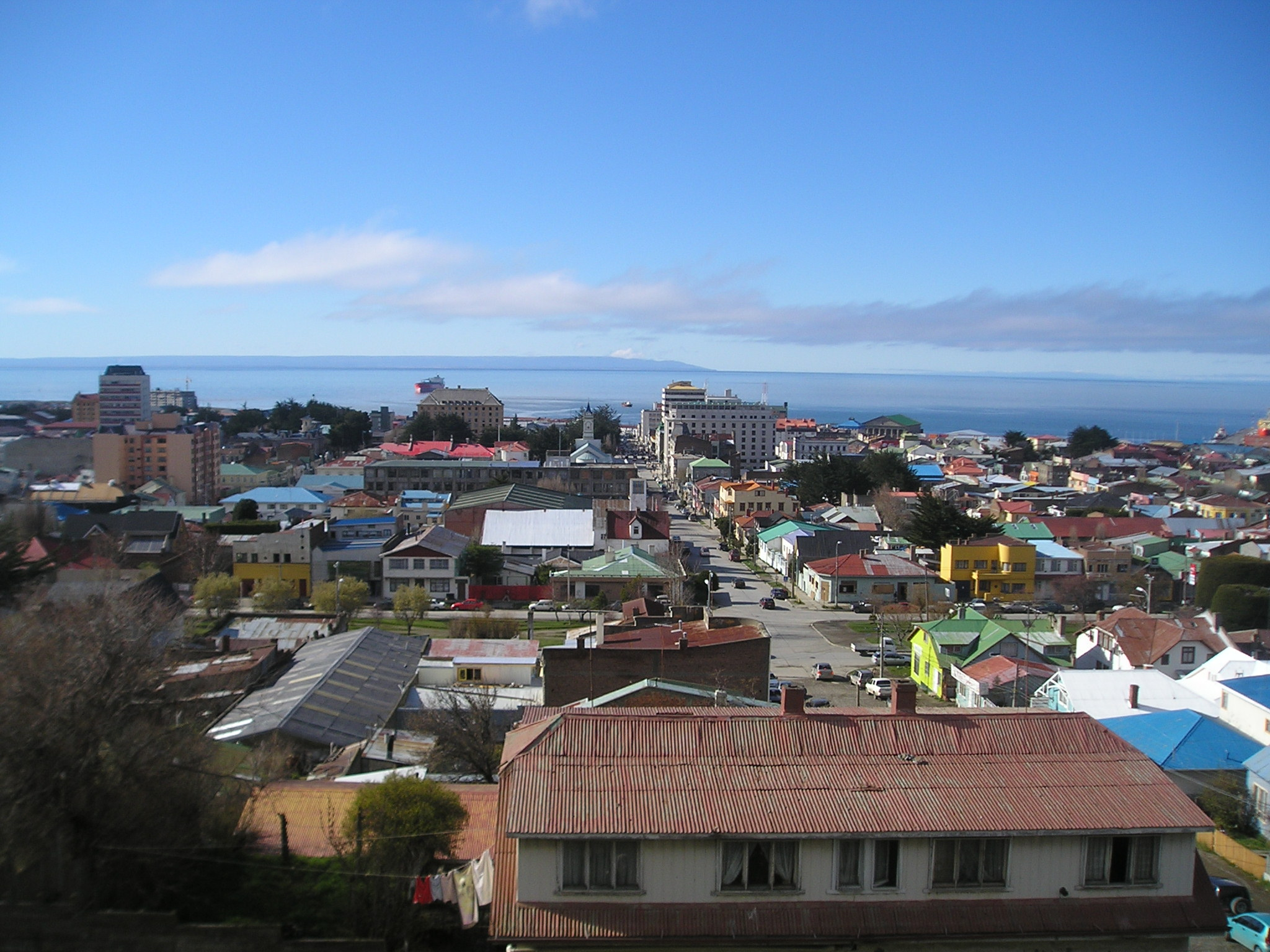
蓬塔阿雷纳斯
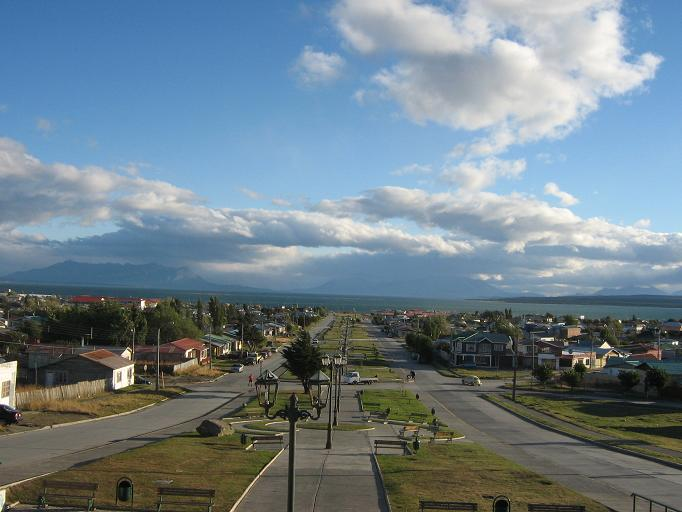
納塔萊斯港
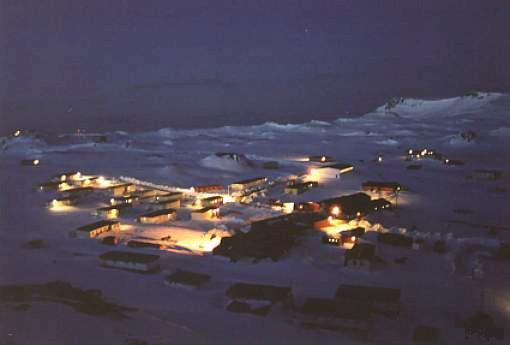
爱德华多·弗雷·蒙塔尔瓦总统基地
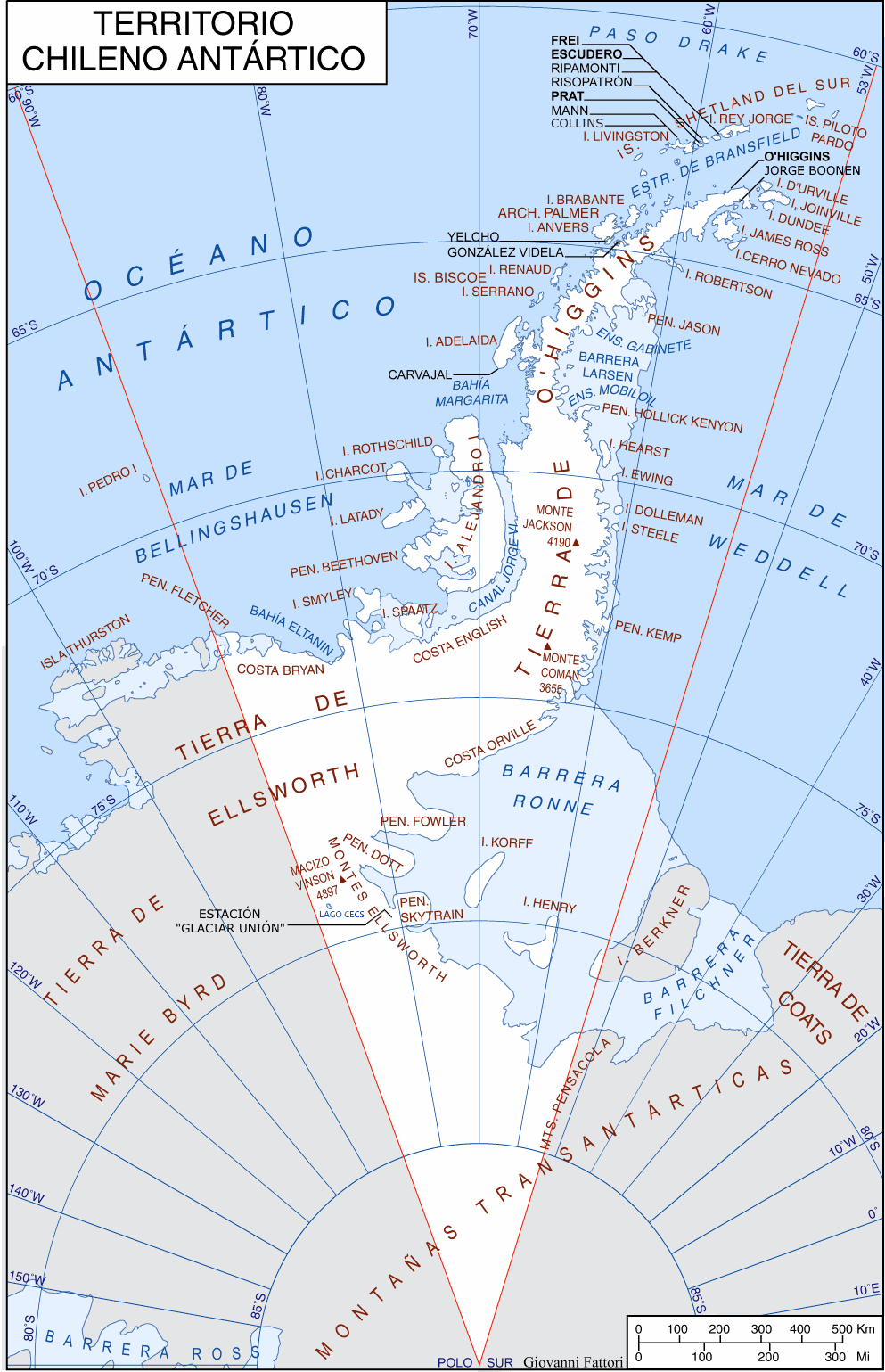
智利南極領地的地圖

## 另見
- 火地岛
- 火地群岛
- 大火地岛

## 外部連結
- Official website （西班牙文）